# Francia en los Juegos Olímpicos de Nagano 1998
Francia estuvo representada en los Juegos Olímpicos de Nagano 1998 por un total de 106 deportistas que compitieron en 12 deportes.  
El portador de la bandera en la ceremonia de apertura fue el patinador artístico Philippe Candeloro.

## Medallistas
El equipo olímpico francés obtuvo las siguientes medallas:
| Nombre                                                     | Deporte            | Competición                   |
| ---------------------------------------------------------- | ------------------ | ----------------------------- |
| Oro                                                        |                    |                               |
| Jean-Luc Crétier                                           | Esquí alpino       | Descenso M                    |
| Karine Ruby                                                | Snowboard          | Eslalon gigante F             |
| Plata                                                      |                    |                               |
| Sébastien Foucras                                          | Esquí acrobático   | Salto aéreo M                 |
| Bronce                                                     |                    |                               |
| Max Robert Éric Le Chanony Emmanuel Hostache Bruno Mingeon | Bobsleigh          | Cuádruple M                   |
| Fabrice Guy Ludovic Roux Nicolas Bal Sylvain Guillaume     | Combinada nórdica  | Trampolín normal + 4 × 5 km M |
| Florence Masnada                                           | Esquí alpino       | Descenso F                    |
| Philippe Candeloro                                         | Patinaje artístico | Individual M                  |
| Marina Anissina Gwendal Peizerat                           | Patinaje artístico | Danza en hielo                |